# داس (اسپانیا)
داس (به اسپانیایی: Das, Catalonia) یک شهرستان در اسپانیا است که در Cerdanya واقع شده‌است.

## خصوصیات
داس ۱۴٫۹۰ کیلومترمربع مساحت و ۲۲۲ نفر جمعیت دارد و ۱٬۲۱۹ متر بالاتر از سطح دریا واقع شده‌است.